# Jean-Henri Cassagne
Jean-Henri Cassagne est un sculpteur français né le 16 février 1842 à Toulouse où il est mort le 29 septembre 1869.

## Biographie
Jean-Henri Cassagne est né à Toulouse en 1842 puis il part à Paris pour entrer à l'École des Beaux-Arts. Aux Beaux-Arts, il est élève de Jouffroy. Il remporte le premier accessit au concours de Rome en 1866, année où iln'y eut pas de grand prix, sur une figure représentant Alexandre au tombeau d'Achille. Cette œuvre est acquise par décision ministérielle du 11 octobre 1866 pour 1.500 francs. En 1867, il obtient le prix de la tête d'expression avec un buste figurant la Vengeance. Il n'est plus mentionné nulle part après 1867, et meurt à Toulouse deux ans plus tard.